# Gare de Biarritz
Ne doit pas être confondu avec Gare de Biarritz-Ville.
La gare de Biarritz (anciennement Biarritz-la-Négresse) est une gare ferroviaire française de la ligne de Bordeaux-Saint-Jean à Irun, située dans le quartier anciennement appelé La Négresse, sur le territoire de la commune de Biarritz, dans le département des Pyrénées-Atlantiques, en région Nouvelle-Aquitaine.
C'est une gare de la Société nationale des chemins de fer français (SNCF), desservie par le TGV, des trains de grandes lignes et des trains TER Nouvelle-Aquitaine.

## Situation ferroviaire

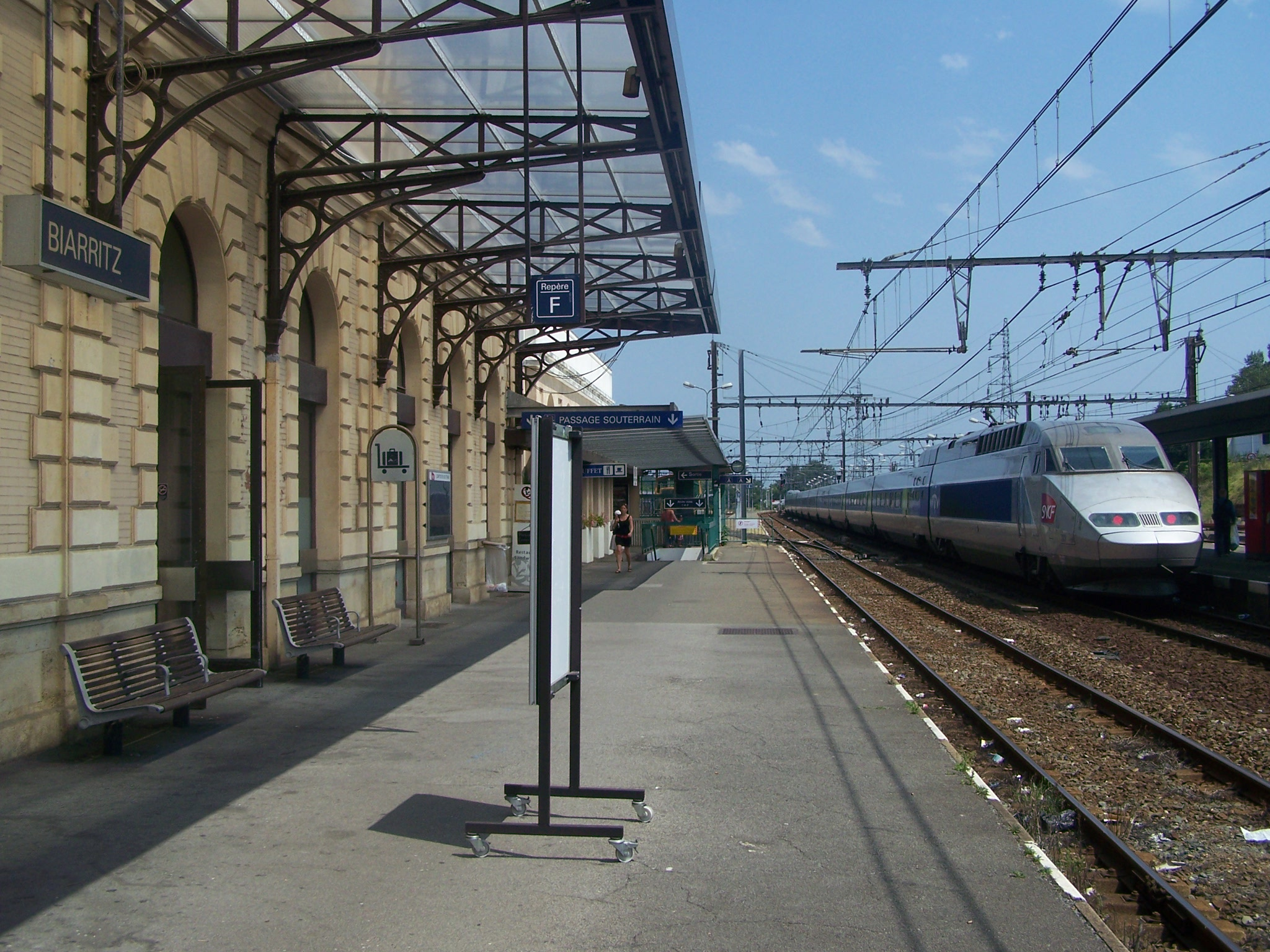
Une rame TGV Atlantique, quittant la gare en direction de Paris.

Établie à 44 mètres d'altitude, la gare de Biarritz est située au point kilométrique (PK) 207,291 de la ligne de Bordeaux-Saint-Jean à Irun, entre les gares ouvertes de Bayonne et de Guéthary. En direction de Guéthary, s'intercale la gare fermée de Bidart.
Ancienne gare de bifurcation, elle était l'origine de la courte ligne de Biarritz-la-Négresse à Biarritz-Ville (fermée), qui permettait de rejoindre la gare de Biarritz-Ville (fermée et désaffectée du service ferroviaire).

## Histoire
La station de Biarritz (écrit Biarrits) est mise en service le 21 avril 1864, par la Compagnie des chemins de fer du Midi et du Canal latéral à la Garonne (Midi), lorsqu'elle ouvre à l'exploitation la ligne de Bayonne à Irun, prolongement de sa ligne de Bordeaux à Bayonne. Elle est établie au lieu-dit la Négresse à environ trois kilomètres de la station balnéaire. Cette situation excentrée serait due à un souhait de l'impératrice d'éloigner le chemin de fer de sa villégiature.
Au début des années 1900, la gare est saturée par un afflux de touristes. Cela incite les autorités à s'impliquer pour la création d'une nouvelle gare au centre-ville. En 1905, un court embranchement long de 3 200 mètres, ayant pour terminus la nouvelle gare, est déclaré d'utilité publique en 1905. La gare de Biarritz-Ville est mise en service en 1911, puis est fermée en 1980.

### Fréquentation
En 2023, selon les estimations de la SNCF, la fréquentation annuelle de la gare était de 829 355 voyageurs contre 731 466 en 2021.
| Année                      | 2015    | 2016    | 2017    | 2018    | 2019    | 2020    | 2021    | 2022    | 2023      |
| -------------------------- | ------- | ------- | ------- | ------- | ------- | ------- | ------- | ------- | --------- |
| Voyageurs seuls            | 422 384 | 419 448 | 501 005 | 496 224 | 571 419 | 431 935 | 630 302 | 731 466 | 829 355   |
| Voyageurs et non voyageurs | 527 980 | 524 310 | 626 256 | 620 280 | 714 274 | 539 919 | 787 878 | 914 333 | 1 036 694 |

## Les différents noms de la gare
L'existence de ces deux gares pour desservir Biarritz a fait évoluer à plusieurs reprises le nom de la gare actuelle. Ainsi, baptisée Biarrits en 1864, elle devient La Négresse en 1911, à l'ouverture de l'embranchement vers Biarritz-Ville, puis La Négresse – Biarritz, modifié en Biarritz – La Négresse en 1926, puis à nouveau Biarritz après la fermeture de l'embranchement en 1980.

## Service des voyageurs

### Accueil
La salle d'attente est ouverte de 5 h 0 à 22 h 15 du lundi au jeudi, de 5 h 0 à 0 h 15 le vendredi, 6 h 0 à 21 h 0 le samedi et de 7 h 30 à 22 h 15 le dimanche.
L'accueil se fait de 6 h 50 jusqu'à 21 h 15, tous les jours.
Le guichet est ouvert de 10h00 à 17h15, du lundi au vendredi, mais fermé le week-end.

### Desserte
La gare est desservie par les trains suivants :
- TGV inOui : Hendaye – Saint-Jean-de-Luz – Biarritz – Bayonne – Dax – Bordeaux – Paris-Montparnasse ;
- TER Nouvelle-Aquitaine : Hendaye – Bordeaux, via Dax ;
- Intercités : Hendaye – Bayonne – Pau – Tarbes – Toulouse.

### Intermodalité
La gare est desservie par les lignes 5, 6, 38, 46, 51 et 68 du réseau Txik Txak. 
Une interdiction de circuler sur le pont Luis Mariano empêche la desserte de la gare de Biarritz pour les lignes 3 et 4 depuis septembre 2024. 
Une nouvelle gare routière est prévue à l’horizon 2027.